# Shin'ichirō Tomonaga
Shin'ichirō Tomonaga, negdje i Sin-Itiro Tomonaga (japanski: 朝永 振一郎; Tokijo, 31. ožujka 1906. – Tokijo, 8. srpnja 1979.), japanski fizičar, posebno utjecajan na polju kvantne elektrodinamike, te dobitnik Nobelove nagrade za fiziku 1965., koju je podijelio s Richardom Feynmanom i Julianom Schwingerom.

## Biografija
Tomonaga je rođen 31. ožujka 1906. u Tokiju, kao drugo dijete i najstariji sin u obitelji uglednog japanskog filozofa, Sanjūra Tomonage. Godine 1926. upisao se na Carsko sveučilište u Kjotu. Jedan od njegovih razrednih kolega u tom periodu bio je i Hideki Jukava, također fizičar i nobelovac. Tijekom diplomskog studija, Tomonaga je tri godine radio kao asistent, a nakon diplomiranja, pridružio se istraživačkoj skupini Joshija Nishine na RIKEN-u. Godine 1937., dok je radio u Leipzigu, surađivao je s istraživačkom skupinom koju je vodio Werner Heisenberg. Dvije godine kasnije, vraća se u Japan zbog početka Drugog svjetskog rata, ali uspijeva dovršiti svoju doktorsku disertaciju o nuklearnim materijalima, koristeći rezultate rada što ga je odradio u Leipzigu.
Po povratku u Japan, ubrzo je dobio posao profesora na Tokijskom edukacijskom sveučilištu. Tijekom rata se bavio proučavanjem magnetrona, Jukavine teorije o mezonima, ali i vlastite teorije o vremenu. Godine 1948., zajedno sa svojim studentima, ponovo je analizirao rad Sidneyja Dancoffa iz 1939. koji je pokušao, ali bez uspjeha, dokazati da se beskonačni kvantiteti u kvantnoj elektrodinamici mogu međusobno poništiti. Kako bi ubrzao i razjasnio kalkulacije, Tomonaga je primijenio svoju vlastitu teoriju i relativističku metodu baziranu na nerelativističkoj metodu koju su razvili Wolfgang Pauli i Markus Fierz. Tu su njegovi studenti i on otkrili kako je Dancoff previdio jedan termin u perturbacijskom nizu. S tim pojmom, teorija je davala konačni rezultat; tako je Tomonaga, neovisno o Julianu Schwingeru, otkrio renormalizaciju i, istovremeno, izračunao fizikalne veličine poput Lambove promjene.
Sljedeće godine, J. Robert Oppenheimer ga je pozvao u Princeton da radi na Institutu za napredne studije. Sljedeće godine, vraća se u Japan i predlaže Tomonaga-Luttingerovu tekućinu. Godine 1965., Švedska akademija uručila mu je Nobelovu nagradu za fiziku, zbog njegovog rada na polju kvantne elektrodinamike, posebice zbog otkrića renormalizacije. Nagradu je podijelio s Richardom Feynmanom i Julianom Schwingerom. Tomonaga je preminuo 8. srpnja 1979. godine u Tokiju, od posljedica raka grla.
Godine 1940., Tomonaga se oženio Rijōko Sekiguchi. Zajedno su imali dva sina i jednu kćer.

### Djela
- Tomonaga, Shin'ichirō. 1997. Priča o spinu. University of Chicago Press. ISBN 0-226-80794-0

## Vanjske poveznice
- Nobel Prize biography
- Fundamental work in quantum electrodynamics, with deep-ploughing consequences for the physics of elementary particles.  Arhivirana inačica izvorne stranice od 24. studenoga 2005. (Wayback Machine)